# Eitarō Ozawa
Eitarō Ozawa (小沢 栄太郎?, Ozawa Eitarō; Tokyo, 27 marzo 1909 – Zushi, 23 aprile 1988) è stato un attore giapponese.
Con una lunghissima carriera alle proprie spalle, apparve in oltre duecento pellicole tra il 1935 e il 1988.

## Biografia
Nativo di Tokyo, entrò nel mondo del cinema nel 1935. Impegnato principalmente in film storici, collaborò con noti registi di metà novecento quali Mikio Naruse, Kenji Mizoguchi e Kaneto Shindō.
Fu talvolta accreditato anche con il nome di Sakae Ozawa.

## Filmografia parziale
- Inazuma (稲妻), regia di Mikio Naruse (1952)
- I racconti della luna pallida d'agosto (Ugetsu monogatari, 雨月物語), regia di Kenji Mizoguchi (1953)
- Gli amanti crocifissi (Chikamatsu monogatari, 近松物語), regia di Kenji Mizoguchi (1954)
- L'imperatrice Yang Kwei-fei (Yōkihi, 楊貴妃), regia di Kenji Mizoguchi (1955)
- Okami (狼), regia di Kaneto Shindō (1955)
- Joyū (女優), regia di Kaneto Shindō (1956)
- Suzakumon (朱雀門), regia di Kazuo Mori (1957)
- Kisses (Kuchizuke), regia di Yasuzō Masumura (1957)
- Uomini H (Bijo to ekitainingen, 美女と液体人間), regia di Ishirō Honda (1958)
- Chūshingura (忠臣蔵), regia di Kunio Watanabe (1958)
- Daigo fukuryū maru (第五福竜丸), regia di Kaneto Shindō (1959)
- Onna ga kaidan o agaru toki (女が階段を上る時), regia di Mikio Naruse (1960)
- Kirare yosaburō (切られ与三郎), regia di Daisuke Itō (1960)
- Kutabare gurentai (くたばれ愚連隊), regia di Seijun Suzuki (1960)
- Gorath (Yōsei Gorasu, 妖星ゴラス), regia di Ishirō Honda (1962)
- Ansatsu (暗殺), regia di Masahiro Shinoda (1964)
- Akutō (悪党), regia di Kaneto Shindo (1965)
- Shiroi kyotō (白い巨塔), regia di Satsuo Yamamoto (1966)
- Zatōichi chikemurikaidō (座頭市血煙り街道), regia di Kenji Misumi (1967)
- Kuro bara no yakata (黒薔薇の館), regia di Kinji Fukasaku (1969)
- Shinobu ito–dai ichibu koto no megoriai/Dai nibu haru no tabidachi (忍ぶ糸 第一部 古都のめぐり逢い 第二部 春の旅立ち), regia di Masanobu Deme (1973)
- Sandokan numero 8 (Sandakan hachiban shōkan - bōkyō, サンダカン八番娼館 望郷), regia di Kei Kumai (1974)
- Aru eiga-kantoku no shōgai (ある映画監督の生涯 溝口健二の記録), regia di Kaneto Shindo (1975)
- Shin jingi naki tatakai: kumicho saigo no hi (新仁義なき戦い 組長最後の日), regia di Kinji Fukasaku (1976)
- Shinran: Shiroi michi (親鸞 白い道), regia di Rentarō Mikuni (1987)